# من ارتباط را گرفتم
من ارتباط را گرفتم (به انگلیسی: I Got the Hook-Up) یک فیلم کمدی-جنایی آمریکایی محصول سال ۱۹۹۸ به کارگردانی مایکل مارتین با بازی آنتونی جانسون، مستر پی و آیس کیوب است.